# Saïd Ben Saïd
Saïd Ben Saïd (* 11. července 1966 Tunis) je tuniský filmový producent. V roce 1984 odešel do Paříže a začal studovat na Lycée privé Sainte-Geneviève ve Versailles a ESTP v samotné Paříži. Počínaje rokem 1996 pracoval pro společnost UGC. V roce 2010 založil vlastní produkční společnost SBS Productions. Jako producent se podílel na filmech řady režisérů, včetně Philippa Garrela a Romana Polanského.

## Filmografie (výběr)
- Drž hubu! (2003)
- Velké alibi (2008)
- Inju, bestie ve stínu (2008)
- Rychlejší než vlastní stín (2009)
- Zločin z lásky (2010)
- Bůh masakru (2011)
- Žárlivost (2013)
- Zámek v Itálii (2013)
- Mapy ke hvězdám (2014)
- Ve stínu žen (2015)
- Aquarius (2016)
- L'amant d'un jour (2017)